# Ciudian
Ciudian is een bestuurslaag in het regentschap Garut van de provincie West-Java, Indonesië. Ciudian telt 3683 inwoners (volkstelling 2010).